# Pauline Peyraud-Magnin
Pauline Peyraud-Magnin (født 17. marts 1992) er en kvindelig fransk fodboldspiller, der spiller målvogter for italienske Juventus i Serie A og Frankrigs kvindefodboldlandshold. Hun har tidligere spillet for spanske Atlético Madrid, engelske Arsenal og de franske klubber Lyon, Marseille og Saint-Étienne.